# Національна дорога 62 (Польща)
Національна дорога № 62 (пол. Droga krajowa nr 62, DK62) – національна дорога протяжністю приблизно 361 км, розташована в Куявсько-Поморському, Мазовецькому та Підляському воєводствах. Цей маршрут сполучає Стшельно з Сім'ятичі (DK19).
На ділянці Вишогруд – Вишкув вона слугує транзитною об’їзною дорогою Варшави.

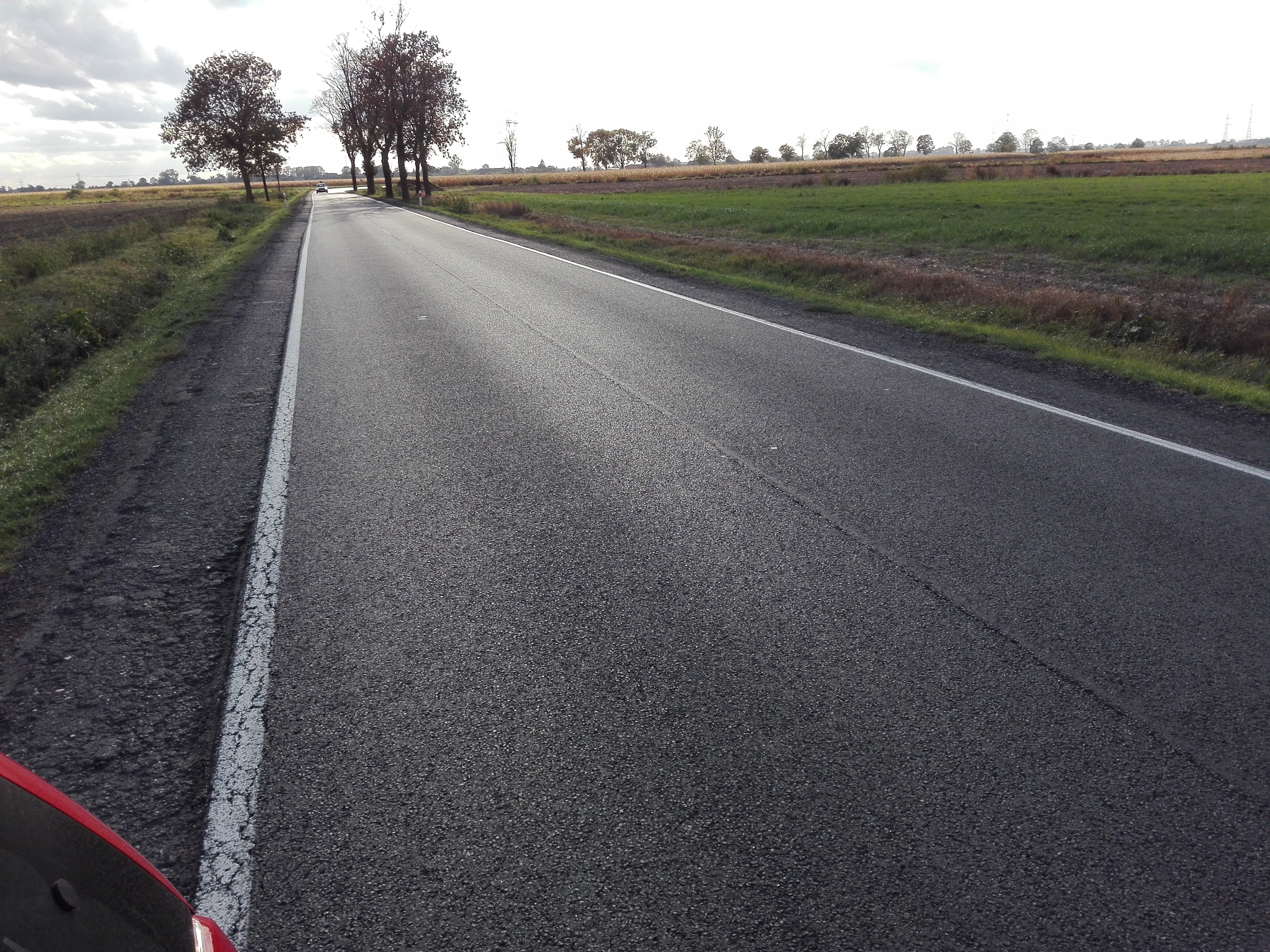
DK62 між Стшельно та Крушвицею.

## Допустиме навантаження на вісь
З 13 березня 2021 року дозволено рух транспортних засобів з навантаженням на одну ведучу вісь до 11,5 тонн на всій протяжності дороги, крім окремих місць, позначених знаком заборони В-19.

## Міста, розташовані на трасі DK62
- Стшельно (DK15, DK25)
- Кобильники (DW412)
- Крушвиця
- Радзеюв (DW266)
- Берестя-Куявське (DW265, DW270)
- Влоцлавек (DK91, DK67)
- Плоцьк (DK60)
- Вишогруд (DK50)
- Червінськ на річці Вісла
- Закрочим (DK7)
- Новий-Двір-Мазовецький (DK85)
- Дембе (DW632)
- Сероцьк (DK61), кільцева дорога
- Вишкув (DK8)
- Лохув (DK50)
- Венгрув (DK637)
- Соколів-Підляський (DK63)
- Дорогичин
- Сім'ятичі (DK19)